# 동로마 제국의 교육
동로마 제국의 교육은 서양 중세의 동방에서 이루어진 초기 교육활동을 의미하며, 그 기간은 서로마 제국 말기에서부터 동로마 제국이 멸망할 때까지이다.
로마 제국의 교육은 로마 양분 이행기의 혼란과 그 내부적 취약성에 의해 취약해진 상태에서 동로마 제국기로 계승되었다. 동로마 제국에서 기독교가 주도적인 사상계를 차지하게 되자, 기존의 교육은 이교도 교육으로 치부되어 그 몰락은 가속화되었다. 그러나 기독교는 교육에 대한 대안을 제시하지 못했기 때문에, 교육과 학교가 명맥은 근근히 유지할 수 있었다. 기독교와 교육간의 타협을 위한 노력이 있기는 하였지만 대부분 무위로 돌아갔다.
동로마 제국기 후반에 이르러, 아우구스티누스를 비롯한 몇몇 학자가 기독교와 교육간의 타협을 이루기 위한 막대한 노력을 기울였다. 이들의 노력의 성과는 그 즉시 나타나지는 않았지만, 중세에 이르러 그들의 성과물들이 빛을 발하게 되었다. 동로마 제국의 정책과 당시 야만민족의 침임으로 인해 명맥만 유지하던 학교들은 완전히 몰락하게 되었으며, 이러한 현상은 유럽 동방에서부터 서방까지 이어졌다.

## 동로마 제국 전기의 교육

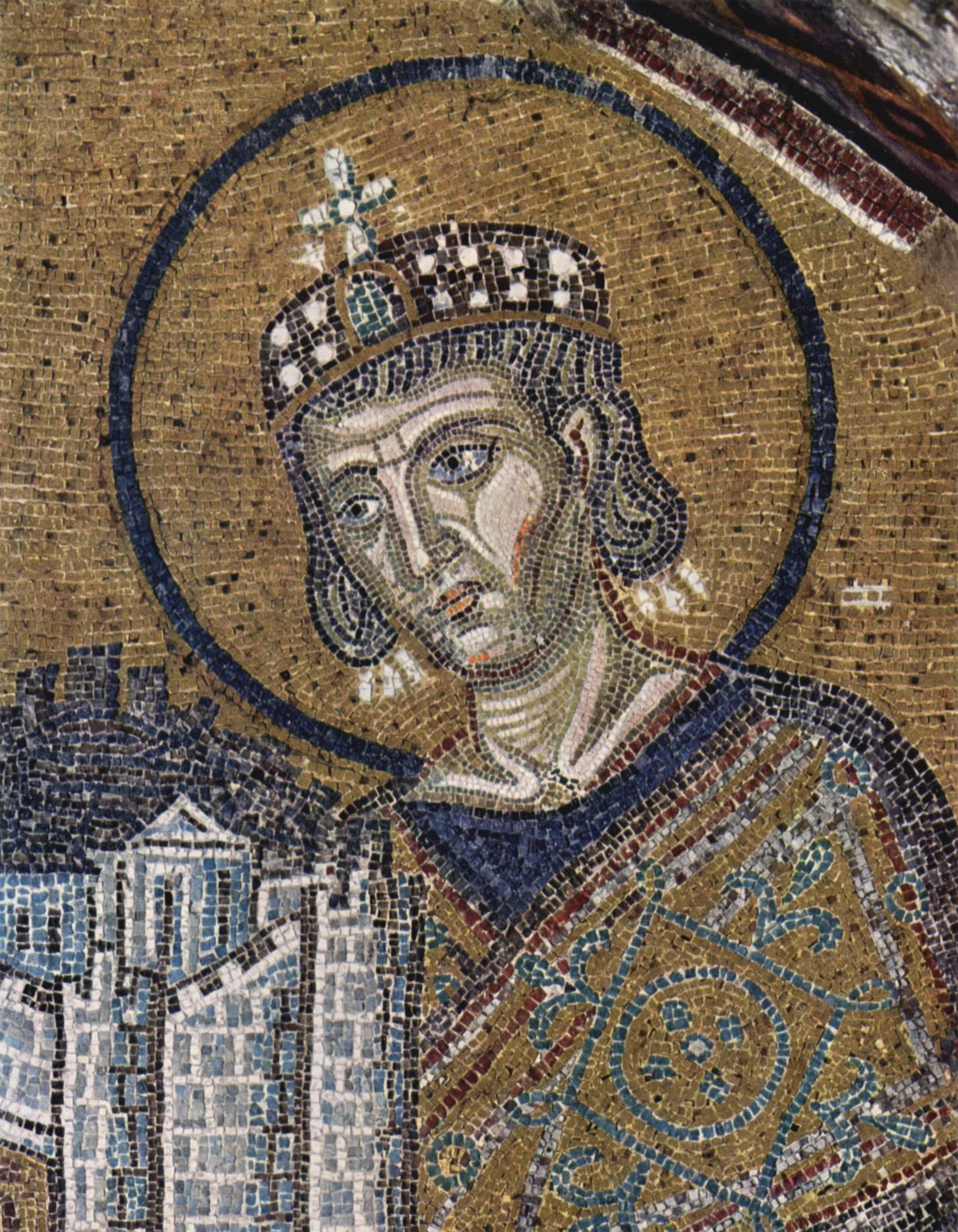
콘스탄티누스 대제의 기독교 공인 정책(밀라노 칙령)은 콘스탄티누스 개인의 의지와는 달리 학교와 교육 쇠퇴의 중요한 원인이 되었다.

로마 제국 말기 디오클레티아누스 황제 치하에서 법과 질서가 어느 정도 재건됨에 따라 제국의 학교들은 멸망을 목전에 둔 마지막 융성기에 접어들게 되었다. 이 시기에 다시 한 번 문학과 수사학 연구가 부흥되었으며 소요학파의 형식을 빌린 궤변이 환영을 받게 되었다. 그러나 이러한 경향은 길게 이어지지 못했다. 313년 콘스탄티누스 대제가 역대 황제들의 정책을 갑자기 뒤집어, 기독교의 박해를 중단하고 기독교도에게도 전통 종교 신자에게 부여하는 공공권리를 동일하게 부여하게 되었다(밀라노 칙령).
콘스탄티누스 대제는 학교의 기능을 약화시키는 어떠한 정책도 펼치지 않았고, 오히려 쇠락했던 로마의 학교를 재건하고 그전의 피해를 보상해주었다. 콘스탄티누스 대제는 동로마 제국을 위해 새로 건설한 수도 콘스탄티노플로 수많은 학자들을 초치하였고 문법, 수사학, 법학, 철학의 교육을 위하여 막대한 지원을 하였다. 그 덕택으로 콘스탄티노플의 학문수준은 아테네와 알렉산드리아의 학문수준을 능가하게 되었다. 또한 콘스탄티누스 대제는 세베루스 알렉산데르 황제 이래로 유명무실하게 되었던 교원에 대한 봉급과 특혜를 세베루스 알렉센데르 황제 이전 수준으로 환원시켰다.
콘스탄티누스 대제의 목적은 그 자신이 언급한 대로 ‘많은 사람에게 자유교과를 가르치는 교원의 짐을 조금이라도 가볍게 해 주는’ 데에 있었다. 그러나 콘스탄티누스 대제가 기독교를 용인하였다는 사실은 그리스의 아테네와 알렉산드리아의 큰 학교에서 근무하는 수사학자들에게는 자유교과가 기초로 하고 있던 이교도 문화에 엄청난 타격을 가하는 것으로 받아들여졌다. 즉, 콘스탄티누스의 새로운 종교정책은 기성학자들의 터전인 헬레니즘 문화에 치명타를 가하는 새로운 국가 질서의 도래를 의미하는 것이었다. 콘스탄티누스 대제의 새로운 종교정책에 반대하는 운동이 오로지 문법교사와 수사학교사들의 노력에만 의존했기 때문에, 이 운동은 일찌감치 실패로 끝날 수밖에 없었다. 이미 대중의 전폭적인 지지를 얻고 있는 기독교에 비해 극소수의 지식인과 원로급 인사들에 의해 유지되는 오랜 전통을 가진 학교들이 분명 막강한 기득권을 가지고 있었던 것은 사실이지만, 기독교의 확산을 막을 수 있을 정도의 성실성과 진실성은 결여하고 있었던 것이다.
그러나 기존의 문화와 종교의 바탕이었던 옛 신화가 신플라톤주의 사상에 의하여 당시 보수적인 인사들에 의해 되살아났다. 이전의 철학이 이미 그 시대정신에서 유리되어 심지어 그 본고장인 아테네에서조차 거의 사라진 반면에 클레멘스나 오리게네스와 같은 기독교 지도자들은 기독교 교리를 교육받은 사람들의 지적 수준에 알맞은 형식으로 가다듬고 있었다. 이러한 맥락에서 알렉산드리아에서는 플라톤과 아리스토텔레스의 철학과 동방의 신비주의를 결합한 이성과 신앙의 요구를 모두 충족하는 절충적 형태의 새로운 철학이 성장하고 있었다. 플로티노스의 이러한 철학에 대한 입장에 의하면, 그 철학은 기독교와 정면으로 갈등을 일으키는 것으로 여겨지지 아니한다. 그러나 플로티노스의 제자로서 그 철학을 로마에 도입한 포르피리오스는 그 철학을 반기독교적인 것으로 간주했으며 한 세대 뒤에 그것을 시리아에 소개한 이암블리코스 또한 마찬가지였다. 4세기 경에 이 새로운 형태의 철학이 그리스 세계에 퍼져 나갔을 때에는 그 철학 속에 들어있던 독단적, 신비주의적 요소가 더욱 두르러지면서 기독교에 반대하는 지식인들 사이에서 널리 받아들여지게 되었다. 그 지식인들은 이 철학이 이전 종교의 근본 사상을 옹호한다는 점과 그들 자신의 종교적 필요를 충족시켜준다는 두 가지 이점을 동시에 발견하였으며 이러한 철학을 중심으로 기독교에 대항하는 구심점을 마련하였다.
잠시 동안 알렉산드리아의 교리문답학교를 통해 문학과 종교, 철학 간의 우호적인 관계가 유지되자, 구세계의 기성 신앙이 다시 주도권을 잡을려는 기미가 보였다. 361년 즉위한 율리아누스는 이교도의 문화를 재확립하려는 확고한 의지를 천명하였다. 율리아누스 황제는 젊은 시절에 고전문학과 신플라톤주의 철학을 심도있게 공부했으며, 이러한 것이 이후 그의 기독교 배교(背敎)정책의 원인으로 작용했다. 이러한 율리아누스 황제의 즉위는 당시 고명한 소피스트였던 리바니우스(Libanius)와 같은 인사들에게는 매우 환영할 만한 일이었던 것이다. 율리아누스는 즉위 초기에는 모든 종교와 신앙을 용납하는 정책을 취했지만, 즉위 1년 만에 기독교도가 학교의 교원으로 복무하는 것을 금지하면서 기독교도에 대한 혐오감을 표출하였다. 기독교에 대한 그의 감정은 아래와 같은 그의 친서에 잘 나타난다.
| “ | 호메로스, 헤시오도스, 데모스테네스, 헤로도토스, 투키디데스, 이소크라테스, 뤼시아스(Lysias) 등, 이 모든 사람들은 신을 모든 교육의 안내자로 삼은 것이 아닌가? 본인이 보기에는, 누군가 이 사람들의 작품을 해석하는 일을 지면서 그들이 섬긴 신을 섬기지 않는다면 그것은 이치에 맞지 아니하는 것 같다. 만약 그가, 자신이 해석하는 그 사람들, 스스로 그들의 “예언자”로 자처하는 그 사람들의 지혜를 믿는다면, 그는 무엇보다도 먼저 그 사람들이 그들의 신에 대해 가졌던 경건한 태도를 본받아야 할 것이다. 그렇지 않고, 만약 그가, 그 사람들은 최고의 진리에 대하여 그릇된 견해를 갖고 있었다고 생각한다면, 그는 차라리 갈리아 교회에나 가서 마태오 복음서와 루카 복음서를 해석해야 할 것이다. | ” |

율리아누스 황제는 자신의 신념에 입각한 정책을 강제적으로 시행하기 위하여 시 당국에 의한 교사의 임명을 모두 황제의 승인을 받아 하도록 하였다. 이와 같은 정책은 이후 기독교 신자들의 황제들에게 상반된 영향을 미쳐, 오히려 이교도 교사를 억합하고 그 임용을 제약하는 방향으로 전용되게 되었다.
363년 즉위 2년 만에 율리아누스 황제가 사망함에 따라 이교도 문화는 부흥의 기회를 영원히 상실하게 되었다. 만일, 그가 더 오래 생존했다하더라도 기독교 신자가 아닌 자들까지도 율리아누스의 정책을 기꺼워하지 않았기 때문에 결과는 마찬가지였을 것이다. 교육현상은 율리아누스 황제 즉위 이전으로 빠르게 환원되어 4세기 말에 접어들면서 학교의 몰락이 가속화되어 갔다. 기독교국가나 반(半) 기독교국가에서 학교는 어디까지나 이교도의 문화를 교수하는 비정상적인 기관이었으며, 특히 학교보다 더 좋은 형태의 교육이 없는 상황에서 기독교 인사들은 교육과 학문에 대해 아예 관심을 갖지 않아버리는 태도로 일관하였다. 또한, 종래에 사장(詞章)과 웅변 능력이 뛰어난 자에게 관직을 부여하던 관례가 법률을 공부하고 라틴어의 지식을 갖춘 사람들에게 관직을 부여하는 방식으로 바뀌면서 수사학과 웅변을 주로 교육하던 종래의 학교의 중요성과 기능이 크게 약화되게 되었다.

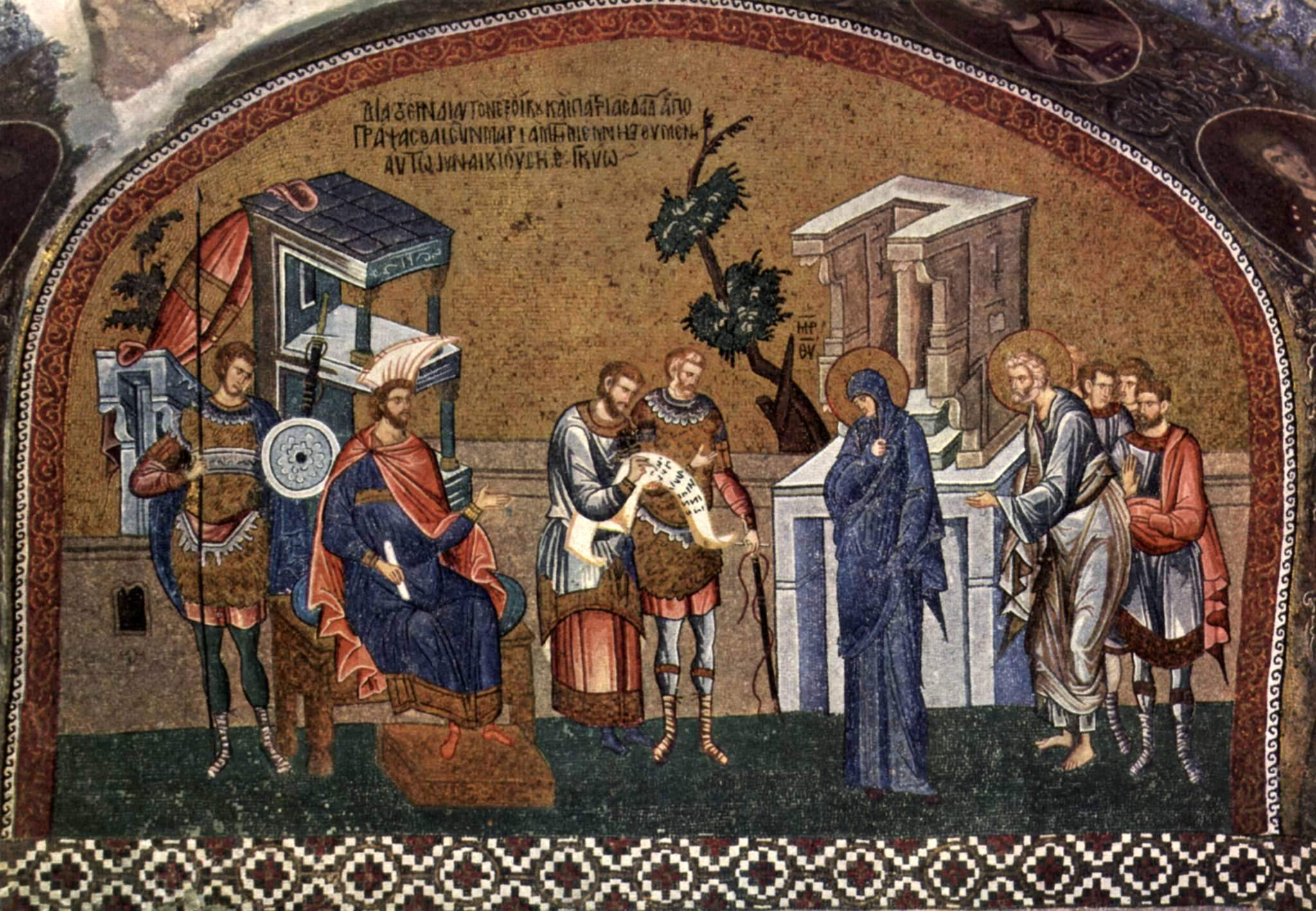
동로마 제국에서의 관료제 조직 정비는 학교와 교육의 쇠퇴를 가속화하였다.

더욱이 심각한 것은, 3세기 말에 이르기까지 수사학학교를 졸업한 자는 대부분 시 당국의 공무원 자리를 얻을 수 있었지만, 디오클레티아누스 황제가 정비한 관료제가 발달하면서 중앙정부의 권력이 비대화되고 시 당국의 권력이 약화되어, 지방장관과 지방행정관료의 수가 급감하게 되었다. 이로 인해 기존의 수사학학교의 가장 큰 목표점이었던 관직진출이 상실되었다. 또한 상납세의 비중이 유치세의 비중보다 증가함에 따라 작은 규모의 도시에서는 학교와 교원들에 대한 재정 지출을 줄였으며, 이에 따라 학교의 쇠퇴가 급속도로 가속화되었다. 이러한 교육쇠퇴기에 직면하여 그라티아누스 황제는 법정급료를 지급할 것은 지방 정부에 강제하였다. 그는 각 지역에서의 자유로운 교원 임면권을 보장하고 수사학교사에게 24아노나를, 그리스어, 라틴어 문법교사에게는 12아노나를 지급할 것을 강제하였으나, 실효적인 성과를 거두지는 못하였다. 당시 교육의 몰락을 다소 진정시킬 수 있는 방안은 시 당국의 기능과 권한을 강화하는 것이었지만, 황제들은 이것을 인지하고서도 자신들의 권력이 약화되는 것을 염려하여 시행하지 않았던 것으로 여겨진다.
만일 이 시기의 학교와 교육의 쇠락이 계속적으로 진행되지 않았다면, 로마 제국의 기독교화는 국가 교육의 성격에 획기적인 변화를 가져올 수도 있었을 것이다. 기독교 교회가 정치적인 면에서는 승리를 거두었음에도 불구하고, 4세기 말이 되어서도 교회는 2세기 말에 비해 확실한 교육정책을 수립하지 못하고 있었다. 이 시기의 교회는 이교도적 학문에 대한 불신이 여전해 교육 자체를 거부하기만 하고 실제적인 대안을 제시하지 못하고 있었다. 히에로니무스나 아우구스티누스와 같은 위대한 기독교 사상가들조차도 이 문제에 대해서는 명확한 해결책을 내놓지 못했다. 그들은 일생동안 종교와 학문(학교) 간의 화해를 위해 헛수고만 했으며, 문학과 수사학이 삶에서 어떤 위치를 차지하는가에 대해 명확한 답변을 내놓지 못했다.
2세기와 3세기에 걸쳐 가장 유능한 학자였던 히에로니무스는 당시 교육에 대해 많은 사항들을 시사하고 있다. 젊은 시절 그는 로마에서 중세유럽에서 주요 문법교재를 저술한 저명한 문법학자 도나투스(Aelius Donatus)에게 수사학과 철학을 공부하였다. 로마를 떠나 갈리아에서 신학을 공부한 그는 신앙생활을 하기로 결심하였다. 히에로니무스는 40세쯤에 세상과 인연을 끊기로 결심하고 시리아의 사막으로 들어갔다. 그러나 그러한 고독 속에서도 그는 책과 가까이 지내면서 고전을 탐독하는 데서 죄에 대한 회한이 가벼워지는 것을 느꼈다. 이에 대해 히에로니무스는 자신의 수필에서 다음과 같이 말한다.
| “ | 나는 얼마나 비참한 인간이었는가! 나는 단식을 하고 키케로를 읽었다. 내 죄를 생각하며 수많은 밤을 잠 못 이루고 쓰라린 눈물을 흘린 뒤에 나는 플라우투스를 손에 들었다. 그러나 내가 때로 기독교 신자로서의 원래의 나로 돌아와서 선지자들이 쓴 글을 읽으려고 하면 그 유치한 마구잡이 문체는 당장 나에게 거부감을 일으켰다. | ” |

히에로니무스가 그 유명한 꿈을 꾼 것은 이러한 감정을 느낀 때였다. 꿈에서 죽은 그는 대법관 앞에 나아가 자신이 기독교 신자임을 강변했다. 그러나 대법관은 “어찌하여 감히 거짓을 고하느냐?! 그대는 키케로 숭배자로다. 네 보물이 있는 곳에 네 마음도 있느니라.”라는 추상같은 선언을 하였다. 이 꿈을 꾼 후 히에로니무스는 세속적인 저자들이 쓴 책을 읽는 것을 그만두고 다른 사람들에게도 자신의 결심을 따라야한다고 강력히 권유하였다. 그러나 그의 이 포기는 진심이 아니었다. 그전에 수사학에 헌신한 자신의 어리석음을 통탄하고 세속적인 학문에 대한 그의 모든 기억을 정죄하는 한 글에서 그는 또다시 고대 그리스의 학자와 시인들의 경구를 인용하였다. 히에로니무스가 시리아의 사막에 들어가고 12년 후 그는 베들레헴에 수도원과 그 부설학교를 설립하였다. 이 수도원 부설학교에서는 소년들에게 문법과 플라우투스, 테렌티우스, 베르길리우스 등 고전 작가들의 작품을 교육하였다. 이러한 히에로니무스의 교육행보는 당시 교계에서 받아들일 수 없는 것이었으며, 소년에게는 고전을 교육하고 성인에게는 고전을 잊어버리라고 하는 비상식적인 히에로니무스의 생각은 그 자신이 영향력을 발휘할 수 없도록 하였다.
히에로니무스의 교육에 대한 관점이 비논리적이고 합당하지 않았기 때문에 수많은 기독교 인사들은 학문 자체를 폐기해야 한다고 생각했다. 이러한 생각을 갖고 있던 가장 대표적인 인사가 바로 아퀴타니아 지방의 가장 세력이 강한 귀족인 파울리누스(Paulinus)이다. 그는 뛰어난 사장(詞章)능력을 가진 사람이었는데, 신비주의적 기독교의 영향을 받아 부와 지위를 모두 포기하고 철저한 은둔생활을 하였다. 파울리누스는 자신의 스승인 아우소니우스에게 보낸 편지에서 아래와 같이 말하고 있다.
| “ | 제가 이미 저버린 뮤즈신에게 어찌하여 자꾸만 저의 헌신을 명령하도록 종용하시는지요? 크리스트에게 헌신을 서약한 마음은 노래의 여신을 기꺼이 받아들일 수는 없는 일입니다. 저의 마음은 아폴로신에게는 굳게 닫혀 있습니다. 힘은 선생님과 비교해 제가 모자라겠지만, 열정에 대해서만큼은 선생님 못지않습니다. 이제 또 다른 힘, 더 큰 능력을 가지신 하나님이 저의 영혼을 사로잡고 있습니다. 하나님은 저에게 여가건 일이건 쓸데없는 세상일과 우화 같은 문학에 시간을 들이는 것을 그만두라고 명령하십니다. 저는 그분의 법에 복종하고 그분의 빛을 보아야 합니다. 그 빛은 소피스테스의 교활한 기술과, 영혼을 허영과 거짓으로 채우고 혀만을 훈련시키는 허구에 가리워져 있는 것입니다. | ” |

## 동로마 제국 후기의 교육
이전 시기의 파울리누스와 같은 인식은 그 당시 서부 유럽에 퍼져나간 수도원 생활의 근본적 정신이기도 하였다. 그러나 이러한 인식이 교회 전체가 갖고 있던 것은 아니다. 문학과 철학을 배척하는 정도가 가장 심했던 서방 교회에서도 이교도 학문에 타협하여 수용과 배척의 ‘중도’를 찾으려고 노력하였다. 고전문학은 기독교 교리와 정신에 불합치하는 면이 있기는 하지만 신앙심을 돈독하게 하는 데에는 거기서 빌려올 것이 많이 있다는 인식이 있었으며, 이러한 ‘차용’은 ‘이집트인의 재산을 탈취한’ 성경의 선례에 의해 충분히 합리화되었다.

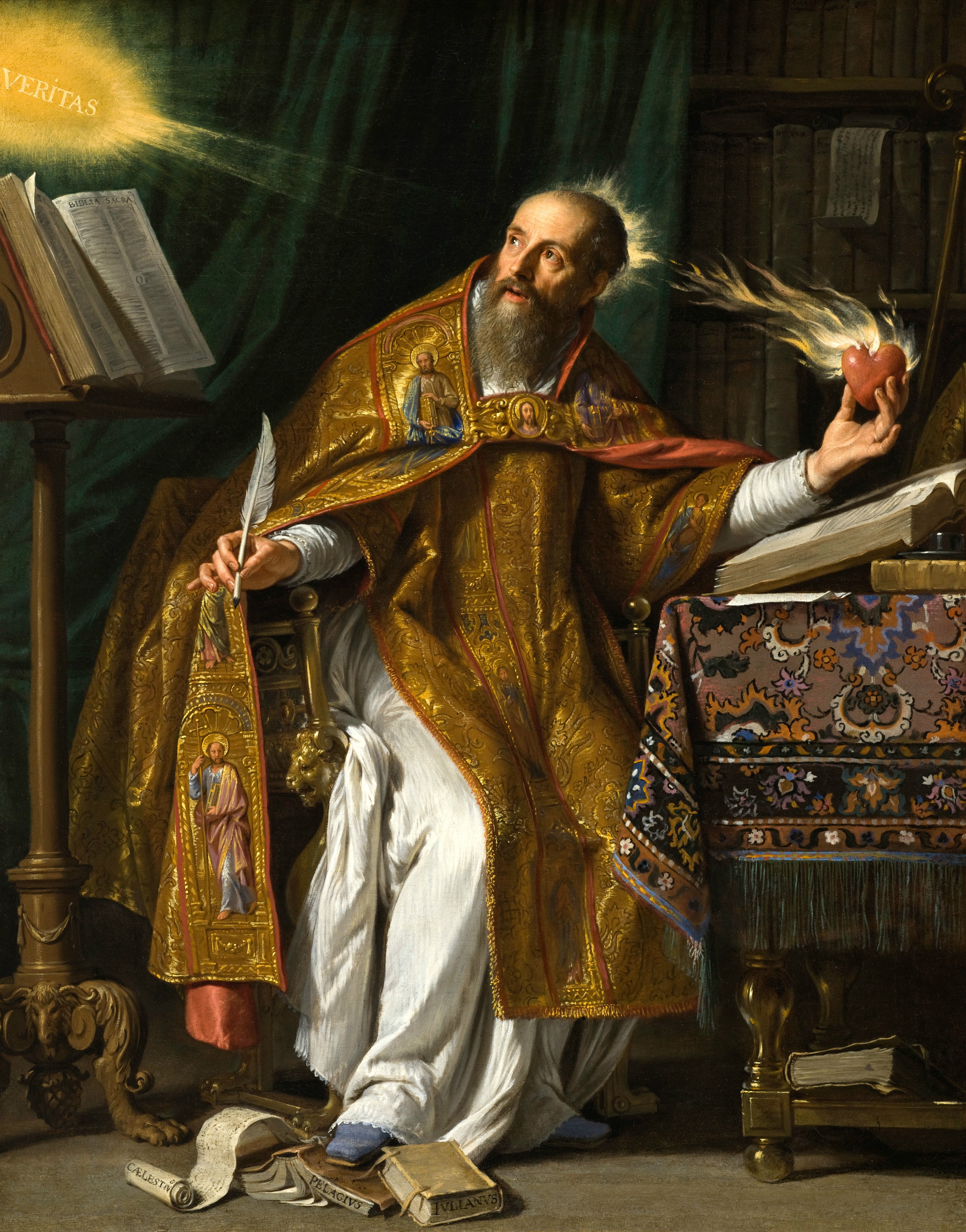
동로마 제국 시대 아우구스티누스의 교육에 대한 업적은 중세 유럽의 교육과 학문 진흥에 지대한 영향을 미치었다.

교육에 대한 초기 기독교의 관점을 가장 명확히 나타내주고 있는 아우구스티누스의 《성직론》, 《기독교 교리》라는 두 권의 논문은 위와 같은 인식을 기본으로 하고 있다. 《기독교 교리》는 오직 성직자의 교육만을 다루고 있지만, 그럼에도 불구하고 이 책에서 아우구스티누스는 기독교도 교원에게 문법과 수사학이 대단히 중요하다는 사실을 강조하고 있다. 그의 주장은 《기독교 교리》의 두 부분에 잘 나와있다.
| “ | 수사학이라는 것은 진리건 거짓이건 간에 강력하게 주장하기 위한 기술인만큼, 진리를 옹호하려는 사람이 거짓과 대항해 싸울 때 그런 기술로 무장을 해서는 안 된다고 말할 사람이 어디에 있겠는가? 가령 사람들에게 거짓된 내용을 설득하려고 하는 사람은 듣는 사람이 호감을 가지도록, 주의를 기울이도록, 또는 그 내용을 알아듣고 수긍할 수 있도록 설명하는 방법을 알고 있는 반면에, 진리를 옹호하는 사람은 그런 방법을 전혀 모른다고 하자. 이것이 현명한 처사라고 생각할 그런 바보가 어디에 있겠는가? | ” |

| “ | 만약 철학자라고 불리는 사람들, 특히 플라톤주의자들이 진리이면서 우리의 신앙과 부합되는 내용을 말했다면, 우리는 그것을 기피하지 말아야 할 뿐만 아니라, 나아가서는 우리가 그 합법적인 소유자요 사용자임을 당당히 주장하면서 비합법적인 소유자의 손에서 그것을 건져내야 한다. 가장 설득력 있는 교사요 가장 축복받는 저 키프리아누스는 이집트에서 나올 때 많은 금은보화와 비단옷을 싣고 나오지 않았는가? 또한, 락탄티우스는 얼마나 많이 가져왔는가? 살아있는 사람은 말할 것도 없고, 빅토리누스(Victorinus of Pettau), 옵타누스(Optanus), 힐라리우스(Hilarius)는 또 어떤가? 이 모든 사람들보타 훨씬 전에, 하나님의 가장 충실한 종, 모세도 그와 똑같은 일을 하였다. 기록된 바에 의하면 모세는 이집트의 모든 지혜를 배워두었다고 한다. | ” |

아우구스티누스는 기독교 설교자(성직자)를 위한 교육 방안으로 학교 교육의 세속적 교육내용이 기독교적 목표에 부합한다면 모두 활용한다는 방침을 세웠다. 이러한 방침은 크게 두 가지로 대별되는데, 이후 기독교 교육의 일반적인 원칙으로 여겨졌다.
첫째로, 아우구스티누스는 문법과 수사학의 교육을 위한 자료를 고전에서만 아니라 성경과 그 밖의 기독교 관계 저작에서도 얻으려하였다. 예컨대 아우구스티누스는 웅변의 여러 가지 형태를 논하는 과정에서 성경과 함께 암브로시우스나 키프리아누스와 같은 기독교도 교사들의 글을 사용하고 있다. 아우구스티누스가 그러한 주장을 수사학 이외의 일반교과에까지 확장하지는 않았지만 그 주장을 일반교과로 확대하는 것에는 큰 무리가 따르지 않는 것으로 보인다. 이 당시의 성경의 라틴어 번역이 난삽하여 고전에 비길 만큼의 수준 높은 기독교 문헌이 없었다는 문제점은 있었지만 학교에서의 사장교육에 명백히 기독교적 성격을 가진 자료를 이용함으로써 일반교과를 기독교에 부합하도록 하지 못할 이유가 없었다.
둘째로, 아우구스티누스는 학습자의 학습을 돕기 위해 수많은 종류의 교과에 포함되어 있는 지식들을 망라해 그 내용을 간단히 요약한 개요서를 만들 것을 제안하였다. 그의 제안은 《기독교 교리》에서 아래와 같이 잘 드러나 있다.
| “ | 몇몇 사람들은 성경에 나와 있는 모든 단어와 이름을 들추어내어, 성경에 해석이 빠져 있는 경우에는 하나하나 해석을 붙였다. 또한 에우세비우스는 역사적 지식을 가지지 않고는 해결할 수 없는 성경의 질문을 해결할 수 있도록 과거의 역사를 정리하였다. 이런 사람들은 몇 가지 안 되는 지식을 얻기 위하여 그토록 많은 것을 뒤지는 데에 쓸데없이 정력을 소비하지 않아도 좋도록 해 주었다. 만약 누군가 능력 있는 사람이 형제들의 편의를 위하여 기꺼이 그런 수고를 감당할 선의를 발휘한다면, 그 밖의 다른 문제에 대해서도 위의 것과 동일한 종류의 일을 할 수 있을 것이다. 예컨대 그는 성경에 나와 있는 낯선 지명, 동물, 식물, 암석, 광물, 그리고 그 밖의 사물들을 종류에 따라 배열하고 설명하는 일을 할 수 있을 것이다. 또한 수에 대해서도 이와 마찬가지로, 성경에 나오는 숫자만을 대상으로 하여 수의 이론을 만들고 그것을 설명하는 글을 쓸 수 있을 것이다. | ” |

아우구스티누스의 제안 중 첫 번째 것은 아우구스티누스 앞 세대의 저자들이 고전을 본딴 기독교 문학을 만들어 내려고 한 데서 이미 나타난 바 있다. 4세기 전반 유벤쿠스(Gaius Vettius Aquilinus Juvencus)라는 스페인 사제는 《복음사(Historia Evangelica)》라는 책을 써서 마태오 복음서 이야기를 베르길리우스풍의 육율시(六律詩)로 엮은바 있다. 4세기 중반에는 세둘리우스(Coelius Sedulius)가 유벤쿠스와 같은 방식으로 《목가(Carmen Paschale)》라는 시를 썼다. 이들의 뒤를 이어 수많은 작가들이 출현했다. 그 중 가장 유명한 자는 프루덴티우스로서 여러 편의 찬송가와 《영혼의 싸움(Psychomachia, The Battle of the Soul)》이라는 시를 썼다. 이 세 인물은 모두 한때 수사학 교사를 역임했으며, 이런 작품들은 학교에서 사용할 교재를 편찬하기 위해 쓴 것이다. 496년 교황 교황 젤라시오 1세는 세둘리우스의 작품을 ‘청결하고 정숙한 라틴어로 지혜를 써낸 작품’들로 평가하고 특별히 교재용으로 추천하기도 하였다. 이러한 작품들은 학교의 교재로 채택되고 나서 중세 전체 기간동안 상당한 인기를 누렸으며, 16세기에 이르러서도 영국 성 바울 학교(St. Paul's School)에서 교재로 사용되었다.
아우구스티누스의 두 번째 제안은 교육의 실제라는 점을 반영하고 있기 때문에 첫째 제안보다 더 중요한 의미를 가지고 있다. 6세기에서 12세기에 이르는 긴 기간 동안 학문과 교육이 근근이 유지될 수 있었던 것은 아우구스티누스가 성직자용으로 제작해야 한다고 주장한 사실적 자료를 정리한 개요서 덕분이었다. 이러한 개요서 중 가장 먼저 만들어진 것이 아우구스티누스가 청년기에 편찬한 것이었다. 그는 20세에 자유학과 연구에 착수하여 바로의 《신자유학문》을 본딴 자유학과에 대한 여러 편의 논문을 쓰기 시작했다. 사실, 그 여러 편의 논문중 완성된 것은 오로지 문법에 대한 것뿐이었으며, 논리학, 수사학, 음악, 기하학, 수학, 철학은 서론만 쓰였다. 이 책이 전체로서 완성을 보지 못한 것은 아마도 아우구스티누스의 종교적 관심이 증가함에 따라 순전히 세속적인 학문에 대한 관심이 시들어 버렸기 때문일 것이다.

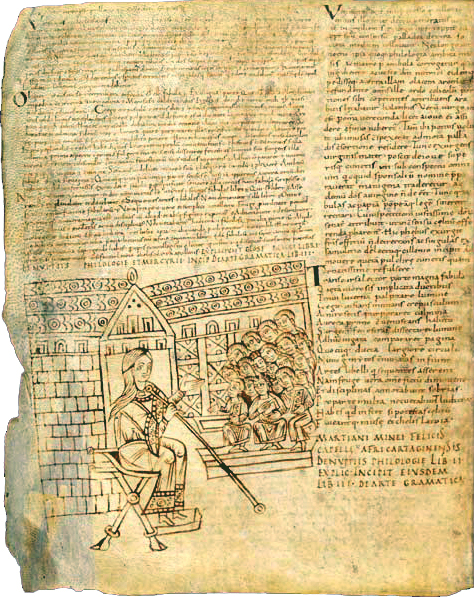
마르티아누스 카펠라(Martianus Capella)의 《학문과 웅변의 결혼》

아우구스티누스 그 자신의 계획이 무위로 돌아갔다 하더라도 자유학과의 ‘일반적 집체’를 형성해야 한다는 생각 그 자체는 당시의 시대적 조류에 완전히 부합되었다. 기독교도가 아닌 사람들조차도 수사학 학교에서 가르치는 것과 같은 아무 내용이 없는 논설과 토론에 실증을 느껴, 그때까지 관심을 받지 못하던 자유학과가 줄 수 있는 보다 내용 있는 지식을 원하고 있었다. 북아프리카 출신의 법률가이며 수사학자인 마르티아누스 카펠라(Martianus Capella)는 5세기 초반 바로의 책을 참고하여 《학문과 웅변의 결혼(De Nuptiis Philologioe et Mercurii)》을 탈고하였다. 이 책은 여러 출전에서 끌어낸 잡다한 지식을 수집하여 환상적인 우화로 재구성한 것이었다. 총 9권으로 된 체제는 바로의 책을 모방한 것이었다. 처음 2권은 웅변의 신인 메르쿠리우스와 신으로 격상된 지상의 ‘학문’이 처녀로 등장하여 고대 그리스의 여러 신들과 신적인 현자들이 보는 앞에서 결혼식을 올리는 이야기가 나온다. ‘학문’의 들러리로는 문법, 변증법(논리학), 수사학, 기하학, 수학, 천문학, 음악이 각각 독특한 상징을 들고 등장한다. 예를 들어 문법은 아이들의 혀를 길게 늘이는 도구를 들고 있으며, 논리학은 한 손에 뱀을 들고 또 한 손에는 갈고리를 감추고 있다. 일곱 명의 들러리가 차례로 등장해 각각 자신의 학문에 대해 현학적으로 설명하는 것이 나머지 일곱 권의 내용이다.
이와 같은 마르티아누스 카펠라(Martianus Capella)의 저술은 5세기의 학문의 쇠퇴를 여실히 보여주고 있다. 《학문과 웅변의 결혼(De Nuptiis Philologioe et Mercurii)》의 철학편에는 그리스의 문학과 사상에 담겨 있는 것과 같은 생생한 아이디어는 거의 흔적도 찾아볼 수가 없고, 과학편에는 ‘부정확한 지리학과 신비에 싸인 수학과 구태의연한 천문학의 뒤범벅’인 내용들만 가득 차있다. 이 책은 내포된 조악함에도 불구하고 그 당대와 그 이후 세대의 필요를 나름대로 충족시켜 줄 수 있었기 때문에 중요한 의미를 갖는다. 중세 전 기간에 이 책은 엄청난 인기를 누렸으며, 높은 수준의 학문을 교수하는 것으로 이름난 학교의 가장 일반적인 교재였다. 또한 오랜 세기에 걸쳐 뛰어난 학자들의 주석서도 수많이 출판되었다. 이 책의 가장 큰 장점은 다양한 주제에 대하여 그 당시에 알려져 있던 대부분의 정보를 취합하여 편리한 형태로 분류했다는 데 있다. 이 책에 처음 소개된 ‘자유학과의 수가 7개’라는 아이디어는 그 책 내용만큼이나 임의적인 것이지만, ‘자유학과’라는 모호한 개념을 다소간 확실하게 해 준 평가를 받고 있다.

## 공공학교의 소멸
4세기에 이르러 로마 제국은 동방의 여러 신에게 제사지내는 것을 금지하는 정책을 시행하여 서방의 토속 종교 사원의 재산을 몰수하였다. 이는 로마 제국에서 기독교의 완전한 승리와도 같은 것이었다. 이로 인해 기독교에 적대적인 경향을 갖고 있는 세력은 오랜 기간에 거쳐 쇠락해 갔다. 그러한 세력의 최후의 보루는 아테네와 알렉산드리아로서, 이곳들에서는 신비주의적인 색채가 강하고 공격적인 태세가 약한 신플라톤주의가 학식과 교양을 갖춘 이교도의 마음을 사로잡고 있었다.
알렉산드리아의 반기독교 운동은 그 세력이 비교적 미약하였으며, 반기독교 사상가인 히파티아가 기독교 폭도들에 의해 죽임(415년)을 당한 후 반기독교 운동은 세력을 잃어갔으며, 640년 아랍인의 침공으로 인해 그 세력은 완전히 사라졌다. 아테네의 반기독교 운동은 알렉산드리아의 반기독교 운동과 다른 양상으로 나타났다. 아테네의 신플라톤주의자들은 스스로를 플라톤 학파의 전통을 계승한 후계자로 자처하며 상당히 유능한 철학자들을 기반으로 아카데메이아가 옛날의 명성과 위세를 그대로 누리고 있었다. 그러나 5세기에 들어 그러한 지위는 점점 불안하게 되었다. 아카데메이아를 중심으로 한 아테네의 반기독교주의자들은 국가가 인정하는 종교인 기독교에 대한 도전으로 여겨졌다. 이 때문에 황제들은 아카데메이아와 같은 이교도적 교육기관의 운영과 설립 금지를 골자로 하는 칙령을 연달아 발표하였다. 마침내 529년 유스티니아누스 황제는 아카데메이아의 물질적 자산을 몰수하여 아카데메이아는 그 장구한 역사를 뒤로하고 영원히 사라지게 되었다.
로마 제국 전체를 통틀어 문법과 수사학을 교육하던 공공학교가 어떠한 운명을 겪었는지에 대해서는 확실하게 드러나지 않는다. 이러한 공공학교는 4세기에 번창하였다는 점과 6세기에 들어서는 몇몇 학교만을 남겨두고 모두 사라져 버렸다는 것 정도만 확실히 해둘 수 있다. 이러한 공공학교 소멸의 근본적인 원인은 5세기 전체에 걸쳐 계속된 북방 야만민족들의 침공이 로마 사회의 기반을 뒤흔들어 놓았다는 데에 있다. 서로마 제국의 붕괴를 전후한 심각한 혼란기에, 학교와 같이 연약하고 비용이 많이 드는 기관이 가장 큰 수난을 가장 먼저 당하는 것은 어쩔 수 없는 일이었다. 침략자들은 자신의 이익을 위하여 자신들이 점령한 지역의 법률과 행정체제를 어느 정도 보존할 수밖에 없었으며, 이에 따라 로마의 통치 기구들은 주인만 바뀐 체 승계되었다. 그러나 문화적으로 무지했던 침략자들에게 기존의 학교를 유지한다든가 파괴된 학교를 복구할 생각은 없었다.
만약 로마의 학교와 교육이 건전한 상태에 있었다면, 야만민족의 침략에도 불구하고 내부의 힘으로 되살아날 수 있었을 지도 모른다. 로마의 학교와 교육이 기반하고 있던 전통 사상이 이미 문란해져 있었기 때문에 이민족의 침략을 계기로 학교와 교육이 무너져 버린 것이다. 더욱이 기독교 사회에서 이교도 학문을 교육하는 학교에 대해 의혹과 불신이 가득 차 있어 학교를 몰락으로부터 구하려는 움직임은 나타나지 않았다. 이러한 상황에서 교육과 문화를 보호하는 일은 기성의 통치계급의 손에 맡겨지게 되었다. 하지만 교육이 관직과 결부되는 데서 생긴 학문적 열성이 이제는 변화하여 교육이 부와 관직으로 향한 통행증이 될 수 없게 되자 그러한 열성이 시들어 버렸고 학교를 보호하려하지 않았다.
교육의 이러한 쇠퇴 과정은 갈리아 지방의 경우를 통해 알 수 있다. 로마의 공공학교 소멸기인 4, 5, 6세기에 갈리아 지방에 거주했던 인사들의 기록이 남아 있어, 이 기록을 통해 소멸 과정을 연대기적으로 고찰할 수 있다. 4세기 전반에 걸쳐 생존했던 아우소니우스(309-394)는 당대 가장 유명한 교원 중의 한명이었다. 그는 보르도의 시 학교에서 문법을 가르쳤으며, 수사학자로서 대단한 명성을 얻었고 그라티아누스의 개인교사로 활동하기도 하였다. 그라티아누스가 황제의 자리에 오르자 아우소니우스는 교육장관을 역임하기도 하였다. 그라티아누스가 사망하자 아우소니우스는 아퀴타니아로 은퇴하여 나머지 생애를 손자의 교육을 보아주고 유려한 시를 쓰면서 보냈다. 그가 남긴 기록들에 의하면, 4세기 갈리아에서 로마의 교육이 번창하고 있었다. 문학교육은 약간 무미건조했지만, 수사학은 지나칠 정도로 현학적인 경향을 보였다. 이러한 것들을 종합해 보면, 4세기에는 학교가 쇠퇴기에 접어들었다는 어떠한 징조가 보이지 아니한다.
5세기의 인물인 시도니우스 아폴리나리스(430년-489년)의 시대에 오면 이전 시기와는 다른 상황이 전개된다. 아우소니우스와 아폴리나리스에 이르는 기간 동안 야만인들은 조금씩 조금씩 로마인들의 통치권을 잠식하여 제국 내에 자신들의 독립된 국가를 형성하였다. 아폴리나리스가 남긴 기록에 의하면, 그가 출생한 430년에 고등교육을 제공하는 학교가 있었는지 명확하지 않으며, 대부분의 교육이 학교가 아닌 가정에서 개인교원에 의해 이루어진 것으로 여겨진다.
6세기에 들어 프랑크족이 유럽의 패권을 장악했을 때는 사가(私家)의 교육마저 사라지게 되었다. 이 시기 투르의 주교이며 프랑크족의 역사를 기록한 사가인 그레고리우스(Gregory of Tours; 538-594)의 문헌에 의하면, 그 자신이 받은 교육에서 얻은 것이 하나도 없었다고 한다. 그레고리우스의 언급에 의하면, 그의 교사였던 아비투스(Avitus)는 그에게 문법을 가르친 일도 없고 이교도 저자가 쓴 책은 전혀 읽지 못하게 하였다. 그레고리우스는 문장에 대해 너무나 무식하여 문법적으로 정확한 문장을 쓸 수 없다고 솔직히 고백하고 있다. 그의 저서인 《프랑크 왕국의 역사(History of Franks)》에 의하면, 그러한 문제가 그에게만 국한되었던 것은 아닌 것 같다.
| “ | 갈리아의 여러 도시에서 자유학과의 학습은 쇠퇴하고 있으며, 차라리 죽어가고 있다. …… 변증법과 문법을 배운 사람, 그리하여 이 사실을 시나 산문으로 기록할 능력을 가진 사람은 단 한 사람도 찾아볼 수 없다. 글 공부한 사람들은 대부분이 속수무책으로 “아 슬픈시대여! 글 공부는 이제 우리에게서 사라졌다.”라고 탄식하고 있다. | ” |

물론, 그레고리우스가 ‘글 공부한 사람들’이라고 지칭하는 것은 특정한 지식인 집단을 의미하는 것이며 그 사람들을 상대로 말함으로써 그는 그 집단 구성원들의 반론을 예상하고 있지만, 당시 지식인들이 갖고 있는 지식은 카펠라의 책에 나오는 수준 낮은 지식에 불과한 것이었다.
위와 같이 갈리아 지방에서 일어난 사태는 서부 유럽 전 지역에 걸쳐 일어나고 있었다. 불과 몇 세대 사이에 중세적인 학문은 완전히 중단되고 로마의 학교는 제국과 그 운명을 함께 했다. 오직, 알프스산맥으로 인해 극단적인 병화로부터 다소간 보호된 이탈리아에만 몇몇 학교들이 목숨을 부지하고 있었다.

## 같이 보기
- 서양 중세의 교육
- 동로마 제국의 고등교육

## 참고 문헌
- 《The Beginning of the Teaching of Modern Subjects》, Watson, F. 저, 1909
- 《The History of Western Education》, William Boyd 저, Adam&Charles Black., 1921
- 《The History of Western Education(6th Edition)》, William Boyd 저, Adam&Charles Black., 1952
- 《The History of Western Education(7th and Enlarged Edition)》, William Boyd 저, Adam&Charles Black., 1964
- 《The Schools of Gaul》, Haarhoff, T. 저, 1920.
- 《Roman Education》, Wilkins, A. 저, 1903.